# Langolierek – Az idő fogságában
A Langolierek – Az idő fogságában (eredeti cím: The Langoliers) egy horror minisorozat, amely két, egyenként másfél órás részből áll. Rendezője és forgatókönyvírója Tom Holland, és Stephen King Four Past Midnight című négyrészes antológiakötetének novellája alapján készült. A sorozat producerei Mitchell Galin és David R. Kappes voltak a Laurel Entertainment, Inc. számára. A minisorozatot eredetileg 1995. május 14-15-én sugározta az ABC csatorna.

## Cselekmény
Egy Los Angelesből Bostonba éjszaka járat repülőgépe különös fényen repül át, amelynek következtében az utasok és a személyzet nagy része eltűnik, és csak a személyes holmijukat hagyják maguk után. A megmaradt utasok között, akik akkoriban aludtak, van Brian Engle pilóta, aki a járaton szolgálaton kívül utazik, valamint egy Nick nevű titokzatos angol férfi, Laurel Stevenson tanárnő, Don Gaffney szerszámkészítő, Albert Kaussner hegedűművész, Bethany Sims problémás tinédzser, Bob Jenkins krimiíró, Dinah Bellman vak lány, Rudy Warwick álmos üzletember és Craig Toomy elmebeteg vezető.
Miután sem a légiirányítással, sem a többi járattal nem sikerül kapcsolatot teremteni, Briannek sikerül leszállnia a Bangor nemzetközi repülőtéren, ahol a csoport a repülőteret elhagyatottan és áram nélkül találja. Hamarosan felfedezik, hogy körülöttük minden unalmas és élettelen, a gyufa nem gyullad meg, a hangok nem visszhangoznak, az ételnek pedig nincs íze. Dinah arról számol be, hogy furcsa hangot hallott a távolból, Bob pedig azt feltételezi, hogy talán egy sarki fényen haladtak át, és beléptek egy időhasadékba, ami néhány perccel a múltba repítette őket. Dinah, akinek van némi telepatikus képessége, figyelmezteti a többieket Craigre, aki egyre labilisabbá és erőszakosabbá válik, miután egy reptéri szekrényben talált egy pisztolyt. Nick és Albert megfékezi őt, miután felfedezik, hogy a furcsa környezet ártalmatlanná tette a fegyver golyóit.
Albert felfedezi, hogy a „jelen idő” még mindig a repülőgépen van, és a reptérről hozott tárgyak a fedélzeten rövid idő után visszanyerik normális viselkedésüket. Miközben Brian a normál időbe való visszatérés reményében tankolásra és felszállásra készül, a többiek megpróbálják megtalálni a megszökött Craiget; amikor felfedezik, leszúrja Dinah-t és Dont, utóbbi megöli. Ahogy a csoport felszáll az immár majdnem feltankolt gépre, furcsa lényekkel találkoznak, amelyek mindent felemésztenek, beleértve az időt is. Craig korábban Langolierekként emlegette a lényeket, amelyekből Bob arra következtet, hogy az eltelt időből táplálkoznak. Dinah pszichésen meggyőzi Craiget, hogy a találkozója Bostonból ide került át, ami értékes plusz időt biztosít számukra, hogy felkészítsék a gépet a felszállásra a Langolierek érkezésekor, akik a terminál épületébe kergetik Craiget, mielőtt felfalják őt.
Miközben a gép felszáll, szemtanúi lesznek, ahogy a Langolierek felemésztik a mögöttük lévő repülőteret. Dinah meghal, miközben felidézi a Craiggel való kapcsolatát, és amikor a repülőgép egy időhasadékhoz közeledik, Bob rájön, hogy az első utat a hasadékon keresztül alvás közben élték túl, és eltűnhetnek, ha ébren haladnak át rajta. Nick, akiről most derül ki, hogy a kormány bérgyilkosa volt egy küldetésen, önként jelentkezik, hogy ébren marad, míg a többiek eszméletüket vesztik, hogy helyreállítsák a nyomást, közvetlenül a hasadékba való belépés előtt. Miután megkéri Laurelt, hogy utazzon Londonba, hogy elmagyarázza ezt elhidegült apjának, Nick eltűnik, amikor a gép belép a hasadékba, míg Brian nem sokkal később felébred, hogy a géppel Los Angelesben landoljon.
A leszálláskor az utasok rájönnek, hogy néhány perccel a jelen idő előtt járhatnak, észrevéve a hangok és a szagok visszatérését. Mivel a jelen időfolyam utoléri őket, figyelik, ahogy más emberek elmosódnak a képben, mielőtt újra csatlakoznak a jelen időfolyamhoz.

## Szereplők
- Patricia Wettig mint Laurel Stevenson, egy tanárnő, aki szokatlan módon válaszolt egy személyes hirdetésre, hogy találkozzon egy férfival Bostonban.
- Dean Stockwell mint Bob Jenkins, egy krimiíró, akinek nagyszerű képessége van a következtetések levonására. Sikerül összeraknia a szálakat, és számos felháborító elmélettel szolgál, amelyek többnyire be is igazolódnak, néha a segítője, Albert segítségével.
- David Morse mint Brian Engle kapitány, egy légitársaság pilótája, aki Bostonba tart, miután megtudta, hogy volt felesége meghalt egy tűzvészben. Képesítéssel rendelkezik a gép vezetésére, és képes biztonságosan fel- és leszállni.
- Mark Lindsay Chapman mint Nick Hopewell, egy brit titkosügynök és bérgyilkos, aki Bostonba megy egy utolsó küldetésre. Kemény, gyors, mégis együttérző a többi utassal, Toomy kivételével.
- Frankie Faison mint Don Gaffney, egy katonai repülőgép szerszám- és szerszámkészítő munkás, aki Bostonba tart, hogy találkozzon első unokájával.
- Baxter Harris mint Rudy Warwick, egy üzletember, akinek csillapíthatatlan étvágya és álmossága nem egyszer segít Bobnak helyzeteket kikövetkeztetni.
- Kimber Riddle mint Bethany Simms, egy lázadó tinédzser, aki úton van a Massachusetts állambeli Worcesterbe, hogy a nagynénjénél lakjon, bár meg van győződve arról, hogy az egész időt a drogrehabilitációban fogja tölteni.
- Christopher Collet mint Albert "Ace" Kaussner, egy hegedűművész, aki úton van, hogy egy bostoni zeneiskolába járjon. Ő lesz Bob Jenkins "Watsonja".
- Kate Maberly mint Dinah Catherine Bellman, egy vak lány, aki úton van Bostonba, hogy egy műtéttel helyreállítsa a látását. Furcsa látnoki képességekkel rendelkezik, képes látni és telepatikusan kommunikálni Toomyval. Erős akaratú, és úgy tűnik, sokkal többet tud a dolgokról, mint bárki más.
- Bronson Pinchot Craig Toomy szerepében, aki egy meg nem nevezett nagyvállalatnál dolgozó bróker, aki pszichésen labilis, mivel uralkodó apja bántalmazta, amivel gyerekkorában szembesült.
- John Griesemer mint Roger Toomy, Craig kegyetlen, rosszindulatú apja. Bár a minisorozat eseményei alatt állítólag elhunyt, hallucinációkban továbbra is kínozza Craiget.
- Stephen King egy cameo-szerepben Tom Holby, Craig Toomy főnöke, akinek Toomy az utolsó hallucinációjában elárulja, hogy szándékosan vesztett el 43 000 000 dollárt azzal, hogy olyan részvényekbe fektette, amelyekről tudta, hogy értéktelenek.